# Ponte de Wien

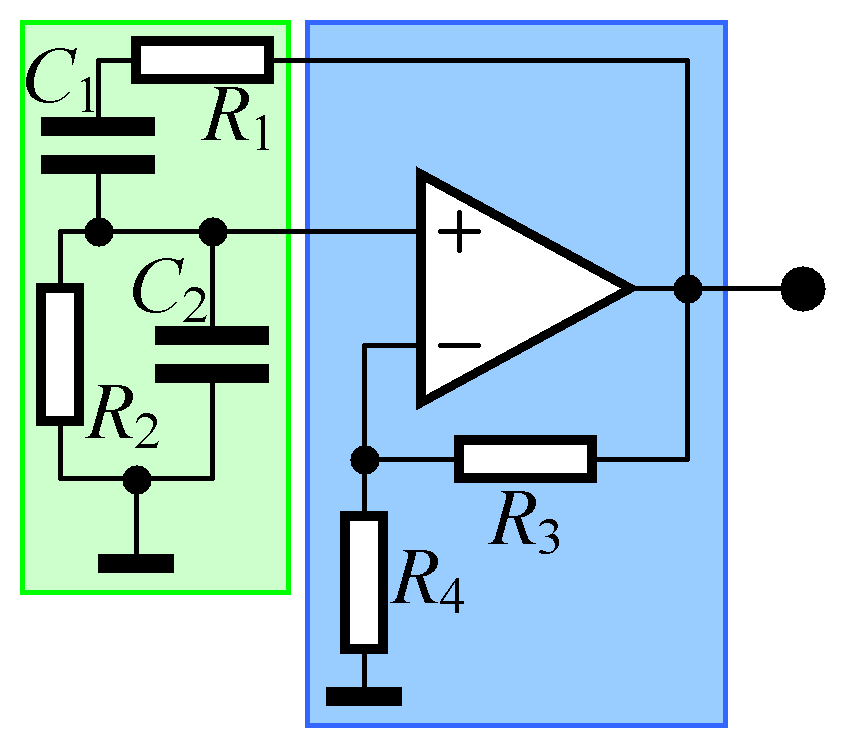
Esquema de uma ponte de Wien: em verde o filtro e em azul o amplificador

Uma ponte de Wien é um oscilador eletrônico que gera ondas sinusoidais sem fonte de entrada.

## História
A ponte de Wien foi desenvolvida originalmente por Max Wien em 1891. O circuito moderno é derivado da tese de mestrado de William Hewlett em 1939. Hewlett, com David Packard, co-fundou Hewlett-Packard. O primeiro produto da firma foi o HP 200A, um oscilador baseado na ponte de Wien. O 200A é um instrumento clássico conhecido pela baixa distorção do sinal de saída.

## Modelagem

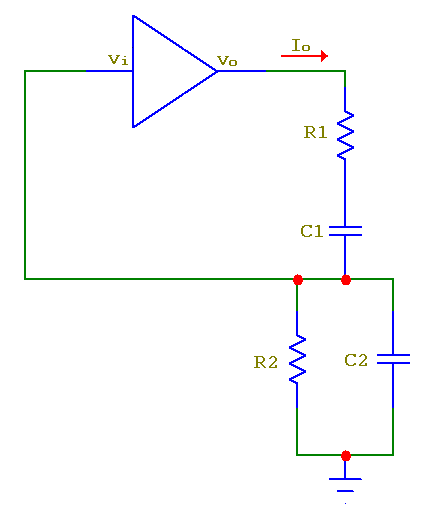
Esquema de um oscilador

Considere {\displaystyle v_{i}} e {\displaystyle v_{o}} as tensões de entrada e saída do amplificador e {\displaystyle I_{o}} a corrente de saída do mesmo. Obtêm-se as seguintes equações para os nós do circuito:
- {\displaystyle I_{o}={\frac {v_{i}}{R_{2}}}+C_{2}{\frac {dv_{i}}{dt}}\quad (1)}
- {\displaystyle {\frac {d}{dt}}\left(v_{o}-v_{i}\right)=R_{1}{\frac {dI_{o}}{dt}}+{\frac {I_{o}}{C_{1}}}\quad (2)}

Substituindo {\displaystyle (1)\,} em {\displaystyle (2)\,}, tem-se:
- {\displaystyle {\frac {d}{dt}}\left(v_{o}-v_{i}\right)=R_{1}{\frac {d}{dt}}\left({\frac {v_{i}}{R_{2}}}+C_{2}{\frac {dv_{i}}{dt}}\right)+{\frac {1}{C_{1}}}\left({\frac {v_{i}}{R_{2}}}+C_{2}{\frac {dv_{i}}{dt}}\right)}

Que pode ser simplificado em
- {\displaystyle R_{1}C_{2}{\frac {d^{2}v_{i}}{dt^{2}}}+\left(1+{\frac {R_{1}}{R_{2}}}+{\frac {C_{2}}{C_{1}}}\right){\frac {dv_{i}}{dt}}+\left({\frac {1}{C_{1}R_{2}}}\right)v_{i}-{\frac {dv_{o}}{dt}}=0}

ou, equivalentemente:
- {\displaystyle {\frac {d^{2}v_{i}}{dt^{2}}}+\left({\frac {R_{1}C_{1}+R_{2}C_{1}+R_{2}C_{2}}{R_{1}R_{2}C_{1}C_{2}}}\right){\frac {dv_{i}}{dt}}+\left({\frac {1}{R_{1}R_{2}C_{1}C_{2}}}\right)v_{i}-{\frac {1}{R_{1}C_{2}}}{\frac {dv_{o}}{dt}}=0\quad (3)}

## Solução

### Caso linear
Quando a relação entre {\displaystyle v_{i}\,} e {\displaystyle v_{o}\,} é linear, ou seja:
{\displaystyle v_{0}=kv_{i}\,}
para alguma constante {\displaystyle K\,}, {\displaystyle (3)\,} recai em:
- {\displaystyle {\frac {d^{2}v_{i}}{dt^{2}}}+\left({\frac {R_{1}C_{1}+R_{2}C_{1}+R_{2}C_{2}-kR_{2}C_{1}}{R_{1}R_{2}C_{1}C_{2}}}\right){\frac {dv_{i}}{dt}}+\left({\frac {1}{R_{1}R_{2}C_{1}C_{2}}}\right)v_{i}=0}

Esta é uma Equação diferencial linear de segunda ordem com coeficientes constantes. Define-se o fator de amortecimento, a freqüência natural de oscilação e ganho crítico:
- {\displaystyle \alpha :={\frac {R_{1}C_{1}+R_{2}C_{1}+R_{2}C_{2}-kR_{2}C_{1}}{2\left(R_{1}R_{2}C_{1}C_{2}\right)^{1/2}}}\quad w_{0}={\frac {1}{\left(R_{1}R_{2}C_{1}C_{2}\right)^{1/2}}}\quad k_{c}={\frac {R_{1}C_{1}+R_{2}C_{1}+R_{2}C_{2}}{R_{2}C_{1}}}}

Nestes termos, a equação se escreve:
- {\displaystyle {\frac {d^{2}v_{i}}{dt^{2}}}+2\alpha w_{0}{\frac {dv_{i}}{dt}}+w_{0}^{2}v_{i}=0}

A solução geral desta equação é dada por:
- {\displaystyle v_{i}:=C_{1}e^{\lambda _{1}t}+C_{2}e^{\lambda _{2}t}}

onde {\displaystyle \lambda _{1}\,} e {\displaystyle \lambda _{2}\,} são as raízes da equação do segundo grau:
- {\displaystyle \lambda ^{2}+2\alpha w_{0}\lambda +w_{0}^{2}=0}

Assim, temos:
- {\displaystyle \lambda _{1,2}=\left(-\alpha \pm {\sqrt {\alpha ^{2}-1}}\right)w_{0}}

Os autovalores {\displaystyle \lambda _{1,2}\,} possuem parte imaginária não nula quando {\displaystyle |\alpha |<1\,}, neste caso a solução geral é dada por:
- {\displaystyle v_{i}:=A_{1}e^{\sigma t}\sin(wt)+A_{2}e^{\sigma t}\cos(wt)\,}

onde:
{\displaystyle \sigma =-w_{0}\alpha \quad \quad w=w_{0}{\sqrt {1-\alpha ^{2}}}\,}
Observam-se aqui três casos distintos:
- Fator de amortecimento positivo {\displaystyle \left(k>k_{c}\Rightarrow \alpha >0\Rightarrow \sigma <0\right)\,}: o sistema apresenta oscilações cujas amplitudes crescem exponencialmente com tempo.
- Fator de amortecimento negativo {\displaystyle \left(k<k_{c}\Rightarrow \alpha <0\Rightarrow \sigma >0\right)\,}: o sistema apresenta oscilações cujas amplitudes decaem exponencialmente com tempo.
- Fator de amortecimento nulo {\displaystyle \left(k=k_{c}\Rightarrow \alpha =\sigma =0\right)\,}: o sistema apresenta oscilações com amplitude constante.

### Caso não linear

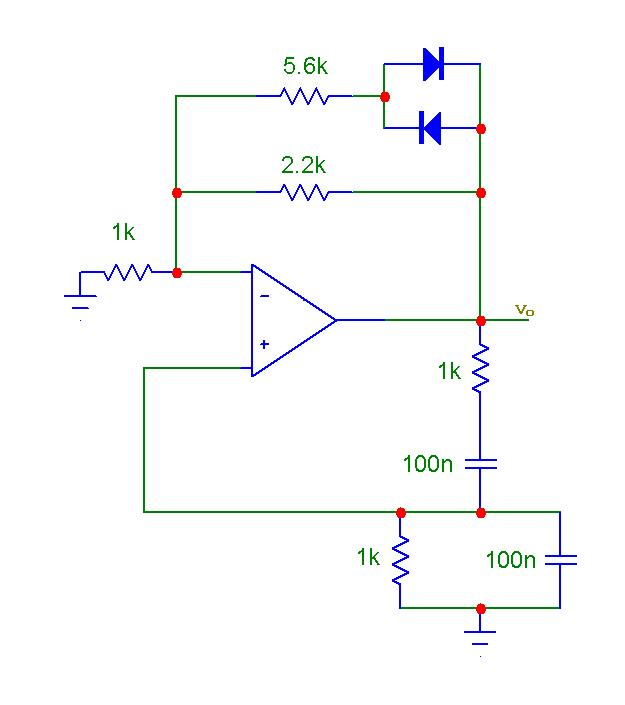
Oscilador com amplificador não linear.

Na prática, torna-se impossível construir um oscilador com fator de amortecimento exatamente igual a zero. Daí a necessidade de construir circuitos não lineares que controlem a amplitude de saída. As duas técnicas de controle mais utilizadas na prática são:
- Controlar o ganho {\displaystyle k\,} do amplificador, de forma que {\displaystyle k\,} aumente quando as amplitudes forem inferiores à desejada e diminua quando as amplitudes ultrapassarem o valor desejado. Este técnica é chamada de controle automático de ganho.
- Construir um amplificador não-linear (conformador) de forma que a relação entre {\displaystyle v_{i}\,} e {\displaystyle v_{o}\,} seja dada por uma relação da forma:
  - {\displaystyle v_{o}=f(v_{i})\,}

Onde {\displaystyle f\,} é tipicamente uma função ímpar tal que:
- {\displaystyle {\frac {df(v_{i})}{dv_{i}}}>k_{c},~~v_{i}=0\,}
- {\displaystyle {\frac {d^{2}f(v_{i})}{d^{2}v_{i}}}<0,~~{\hbox{em torno de }}v_{i}=0\,}

## Conformador como estabilizador de amplitude
Quando o circuito é construído usando um amplificador não-linear, tal que:
- {\displaystyle v_{o}=f(v_{i})\,}

a equação diferencial que rege as oscilições é dada por:
- {\displaystyle {\frac {d^{2}v_{i}}{dt^{2}}}-\beta \left(k(v_{i})-k_{c}\right){\frac {dv_{i}}{dt}}+w_{0}^{2}v_{i}=0}

onde {\displaystyle \beta ={\frac {1}{R_{1}C_{2}}}} e
- {\displaystyle k(v_{i})={\frac {df(v_{i})}{dv_{i}}}\,}

Uma aproximação consiste em supor a existência de uma solução períodica de período {\displaystyle T\,} e analisar apenas a sua primeira harmônica {\displaystyle v_{i}\,}, :
- {\displaystyle v_{i}=A\sin(2\pi t/T)\,}

O ganho ponderado do amplificador linear para esta componente do sinal será dado por:
- {\displaystyle {\tilde {k}}(A)={\frac {1}{AT{\sqrt {2}}}}\int _{0}^{T}f\left(A\sin(2\pi t/T)\right)\sin(2\pi t/T)dt\,}

Temos que {\displaystyle {\tilde {k}}(A)\,} é uma função da amplitude {\displaystyle A\,}, mas não depende do período {\displaystyle T\,}. Para pequenas oscilações, o ganho é dado por:
- {\displaystyle \lim _{A\to 0}{\tilde {k}}(A)=\left.{\frac {df(v_{i})}{dv_{i}}}\right|_{v_{i}=0}>k_{c}\,}

Se a função {\displaystyle f\,} tiver derivada segunda negativa, então  {\displaystyle {\tilde {k}}(A)\,} é uma função decrescente em {\displaystyle A\,}. Vamos supor que existe uma amplitude crítica {\displaystyle A_{c}\,} tal que:
- {\displaystyle {\tilde {k}}{A_{c}}\left\{{\begin{array}{ll}>k_{c},&A<A_{c}\\=k_{c},&A=A_{c}\\<k_{c},&A>A_{c}\end{array}}\right.}

então a solução {\displaystyle A_{c}\sin(w_{o}t)\,} aproxima um ciclo limite estável da equação.